# Ħamrun Spartans Football Club 2020-2021
Questa voce raccoglie le informazioni riguardanti lo Ħamrun Spartans Football Club nelle competizioni ufficiali della stagione 2020-2021.

## Maglie e sponsor
| Casa | Trasferta | Terza maglia |

Sponsor ufficiale: JP Portelli
Sponsor tecnico: Puma

## Rosa
| N. |                       | Ruolo | Calciatore           |
| -- | --------------------- | ----- | -------------------- |
| 1  | Malta (bandiera)      | P     | Jonathan Debono      |
| 5  | Malta (bandiera)      | C     | Matthew Guillaumier  |
| 7  | Malta (bandiera)      | A     | Joseph Mbong         |
| 10 | Capo Verde (bandiera) | A     | Dodô                 |
| 14 | Malta (bandiera)      | C     | Conor Borg           |
| 17 | Nigeria (bandiera)    | A     | Franklin Sasere      |
| 20 | Nigeria (bandiera)    | A     | Ige Adeshina         |
| 23 | Colombia (bandiera)   | D     | Elkin Serrano        |
| 26 | Malta (bandiera)      | P     | Manuel Bartolo       |
| 28 | Malta (bandiera)      | A     | Juan Carlos Corbalan |
| 29 | Serbia (bandiera)     | C     | Predrag Đorđević     |
| 30 | Malta (bandiera)      | D     | Karl Micallef        |
| 44 | Francia (bandiera)    | D     | Claude Dielna        |

| N. |                               | Ruolo | Calciatore        |
| -- | ----------------------------- | ----- | ----------------- |
| 70 | Marocco (bandiera)            | A     | Soufiane Lagzir   |
| 88 | Costa d'Avorio (bandiera)     | A     | Seydou Doumbia    |
| 91 | Brasile (bandiera)            | C     | Emerson Marcelina |
| 99 | Malta (bandiera)              | C     | Darren Borg       |
|    | Serbia (bandiera)             | D     | Darko Gojković    |
|    | Brasile (bandiera)            | D     | Arthur Henrique   |
|    | Inghilterra (bandiera)        | P     | Pablo Sánchez     |
|    | Ghana (bandiera)              | A     | David Yeboah      |
|    | Macedonia del Nord (bandiera) | D     | Nehar Sadiki      |
|    | Italia (bandiera)             | D     | Michele Laraspata |
|    | Malta (bandiera)              | P     | Matthias Debono   |
|    | Malta (bandiera)              | D     | Nikolai Micallef  |
|    | Argentina (bandiera)          | C     | Andreas Cittadini |